# Nirmal Kumar Bose
Pour les articles homonymes, voir Bose.
Nirmal Kumar Bose (নির্মল কুমার বসু, en bengali) est un anthropologue indien, né à Calcutta le 22 janvier 1901 et mort dans la même ville le 15 octobre 1972. Il est l'un des anthropologues les plus connus de sa génération.

## Biographie
Originaire du Bengale, il est géographe de formation. Il est l'auteur d'une trentaine d'ouvrages et de plusieurs centaines d'articles.